# Лангенрор

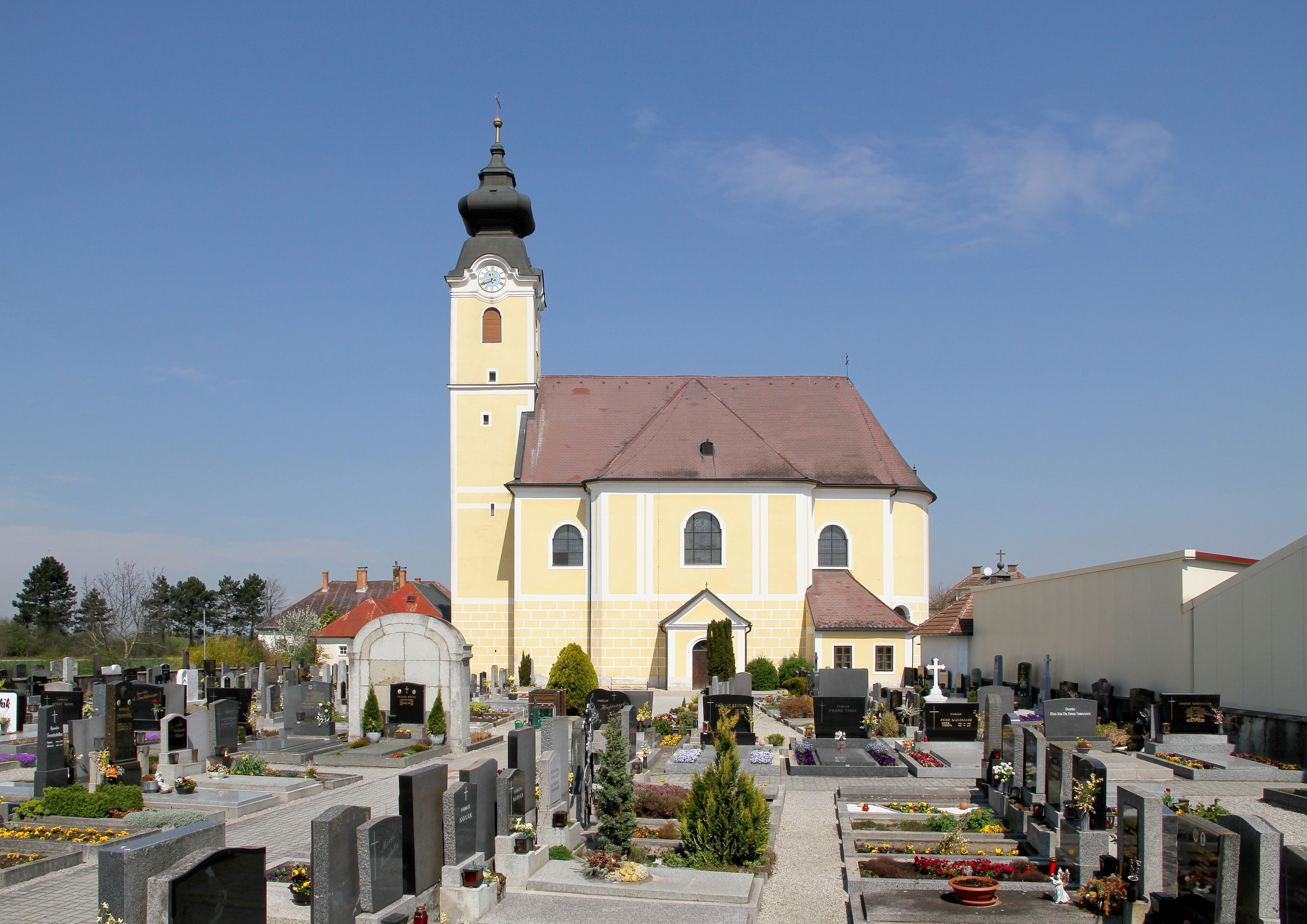

Лангенрор (нем. Langenrohr) — ярмарочная коммуна (нем. Marktgemeinde) в Австрии, в федеральной земле Нижняя Австрия. 
Входит в состав округа Тульн.  Население составляет 2131 человек (на 31 декабря 2005 года). Занимает площадь 22,57 км². Официальный код  —  32119.

## Политическая ситуация
Бургомистр коммуны — Аннелизе Федерман (АНП) по результатам выборов 2005 года.
Совет представителей коммуны (нем. Gemeinderat) состоит из 19 мест.
- АНП занимает 17 мест.
- СДПА занимает 2 места.